# メダゼパム
メダゼパム (medazepam) はベンゾジアゼピン系の抗不安薬の一種。心身症からくる不安・緊張・抑うつ・睡眠障害および、自律神経失調症による肩こりなどに適応がある。日本での商品名はレスミットなど。
連用により依存症、急激な量の減少により離脱症状を生じることがある。向精神薬に関する条約のスケジュールIVに指定されている。麻薬及び向精神薬取締法の第三種向精神薬である。

## 種類
- 錠剤:2mg,5mg
- 細粒:1%

## 薬理
脳にある神経受容体（ベンゾジアゼピン受容体）に結合することにより、神経を活性化させる。

## ガイドライン
長時間作用型のベンゾジアゼピンは高齢者に使用すべきではない。

## 副作用
倦怠感、頭痛、集中力低下、ふらつき、脱力感など。

### 依存性
日本では2017年3月に「重大な副作用」の項に、連用により依存症を生じることがあるので用量と使用期間に注意し慎重に投与し、急激な量の減少によって離脱症状が生じるため徐々に減量する旨が追加され、厚生労働省よりこのことの周知徹底のため関係機関に通達がなされた。奇異反応に関して、錯乱や興奮が生じる旨が記載されている。医薬品医療機器総合機構からは、必要性を考え漫然とした長期使用を避ける、用量順守と類似薬の重複の確認、また慎重に少しずつ減量する旨の医薬品適正使用のお願いが出されている。調査結果には、日本の診療ガイドライン5つ、日本の学術雑誌8誌による要旨が記載されている。